# المستشفى (مدينة البيضاء)

تعديل مصدري - تعديل

حارة المستشفى هي إحدى حارات مدينة مدينة البيضاء أحد مدن محافظة البيضاء، بلغ تعداد سكانها 451 نسمة حسب تعداد اليمن لعام 2004.